# Honau LU
| LU ist das Kürzel für den Kanton Luzern in der Schweiz. Es wird verwendet, um Verwechslungen mit anderen Einträgen des Namens Honau zu vermeiden. |

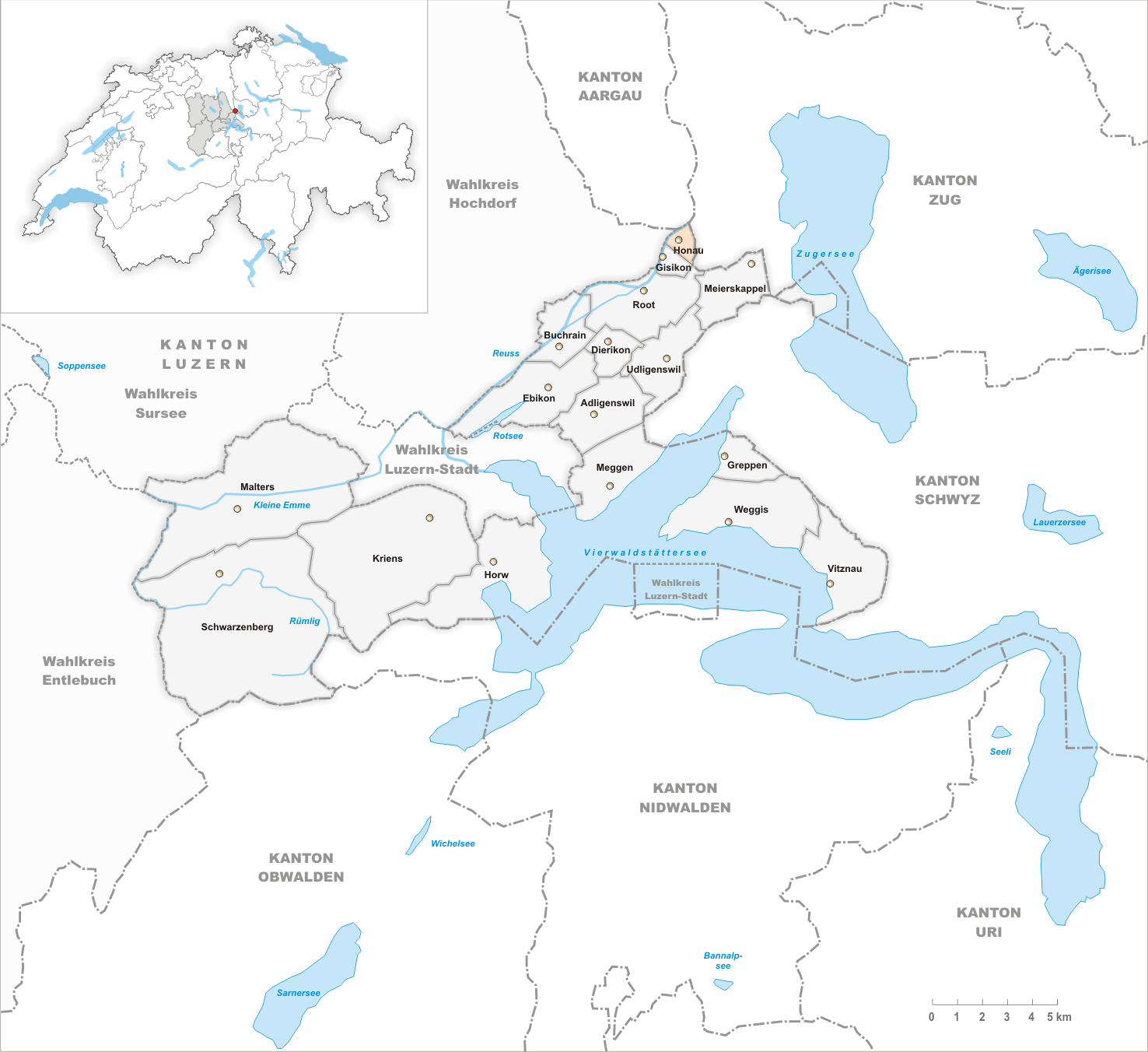
Gemeindestand vor der Fusion am 1. Januar 2025

Honau ist ein Ort in der Gemeinde Root im Wahlkreis Luzern-Land des Schweizer Kantons Luzern. Am 1. Januar 2025 fusionierte die bis anhin selbständige Gemeinde mit Root.

## Geographie
Die ehemalige Gemeinde liegt zwischen Reuss und Rooterberg zwischen Luzern und Zug. Von der Fläche von nur 124,86 ha sind 63,7 % landwirtschaftliche Nutzfläche, 19,4 % Wald und Gehölz, und 15,3 % werden als Siedlungsfläche genutzt (Stand 2015/16).
Der höchste Punkt der ehemaligen Gemeinde befindet sich am Rooterberg auf 652 m ü. M., der tiefste an der Reuss auf 403 m ü. M.
Nachbargemeinden waren Gisikon, Inwil und Root im Kanton Luzern, Risch im Kanton Zug und Dietwil im Kanton Aargau. Ein Dreikantonseck findet sich in der Reuss .

## Bevölkerung

### Einwohnerentwicklung
1798 hatte Honau lediglich 81 Bewohner. Diese Zahl wuchs bis 1880 auf 155 Personen an. Danach sank die Zahl der Einwohnerschaft bis 1900 auf 127. Zwischen 1930 und 1970 kam es zu einem starken Bevölkerungsrückgang (− 42,9 %) auf nur noch 84 Einwohner. Seit der Eröffnung des Autobahnanschlusses Gisikon-Root im Jahr 1986 ist eine markante Bevölkerungszunahme zu verzeichnen. Mittlerweile leben 512 Menschen in Honau, darunter 262 Männer und 250 Frauen (Stand: 31. Dezember 2022).
Quellen: 1798–1837: Helvetische und kantonale Volkszählungen; Bundesamt für Statistik; 1850 bis 2000 Volkszählungsergebnisse, 2010 ESPOP, seit 2011 STATPOP

### Sprachen
Fast die gesamte Einwohnerschaft gibt (Stand 2000) Deutsch als Hauptsprache an, nämlich 94,06 % der Bewohner. Kleinere Sprachminderheiten bilden mit 3,75 % die Albanischsprachigen und die 0,94 % der Bevölkerung, welche sich hauptsächlich auf Portugiesisch verständigen.

### Religionen – Konfessionen
Die Bevölkerung war ursprünglich rein katholisch. Durch Migration kamen religiöse Minderheiten dazu. Im Jahre 2000 war nur noch eine knappe Mehrheit von 60,31 % der Bevölkerung römisch-katholisch; 20,63 % waren protestantisch. Nichtchristliche Minderheiten waren die 10 % Konfessionslosen und 5,31 % Muslime.

### Herkunft – Nationalität
Ende 2022 zählte die Gemeinde 512 Einwohner. Davon waren 439 Schweizer Staatsangehörige und 73 (= 14,3 %) Menschen anderer Staatsangehörigkeit. Die grössten Zuwanderergruppen kommen aus Deutschland (22 Menschen), Portugal (13), dem Kosovo (7), Italien und der Türkei (je 5) und Nordmazedonien (3). 16 Personen stammen aus weiteren europäischen Ländern, 2 sind Amerikaner.

## Politik

### Gemeinderat
Der nebenamtlich arbeitende Gemeinderat setzte sich in der Legislaturperiode 2020–2024 wie folgt zusammen:
- Beatrice Barnikol: Gemeindepräsidentin, Bildung, Volkswirtschaft
- Samuel Wicki: Finanzen, Bauwesen, Verkehr, Entsorgung, Wasserversorgung
- Sandra Linguanti-Hurter: Soziale Wohlfahrt, Gesundheit, Kultur, Freizeit

Gemeindeschreiber war Thomas Bucher.

### Kantonsratswahlen
Bei den Kantonsratswahlen 2023 des Kantons Luzern betrugen die Wähleranteile in Honau: SVP 34,63 %, Mitte (einschliesslich Junge Mitte) 33,68 %, glp (mit JGLP) 12,24 %, Grüne (mit JG und GrüneUnt) 9,23 %, FDP 7,64 %, SP 2,57 % und EVP 0,00 %.

### Nationalratswahlen
Bei den Schweizer Parlamentswahlen 2023 betrugen die Wähleranteile in Honau: SVP 33,5 %, Mitte 21,9 %, FDP 11,6 %, SP 10,7 %, glp 7,9 %, GPS 6,7 %, übrige 7,6 %.

## Wirtschaft
Noch vor dreissig Jahren verdiente sich die Bevölkerung ihr Geld fast ausschliesslich in der Landwirtschaft. Heute (Stand 2001) arbeiten zwar noch 23,6 % der Erwerbstätigen in der Landwirtschaft. Industrie und Gewerbe sind kaum präsent (1,1 % der Beschäftigten), während 75,3 % Arbeit in Dienstleistungsberufen finden. Immerhin 51 Zupendlern stehen 134 Wegpendler (v. a. Richtung Zug, Luzern, Root und Zürich) gegenüber. Eine Verpackungsfirma und ein Betrieb aus der Autobranche sind die grössten Arbeitgeber. Weitere Arbeitgeber sind GlasOne AG und die 2010 erbaute Aldi-Suisse-Filiale.

### Verkehr
Der Autobahnanschluss Gisikon-Root ist bloss 1 km entfernt. Anschluss an den Öffentlichen Verkehr besteht ab den SBB-Stationen Gisikon-Root und Rotkreuz oder mit der Buslinie 110 ab «Honau Hirschen» nach Hochdorf oder Rotkreuz.
Ab Fahrplanwechsel 2015/2016 erhielt Honau zusätzliche Buskurse nach Gisikon-Root und Rotkreuz.

## Geschichte
Erstmals wird Honau indirekt im Jahr 1344 in einer Urkunde erwähnt, wo ein «Ulrico de Honowa» als Zeuge erscheint. Der Ortsname Honau ist eine Zusammensetzung von hoch und Au und bedeutet «beim erhöht gelegenen Land am Wasser».
Zusammen mit Gisikon teilte Honau das Schicksal des Nachbarn. Verschiedene Herrschaften als Lehnsherren der Habsburger und im Jahr 1422 die Übernahme durch Luzern als Teil der Landvogtei Habsburg. Im Sonderbundskrieg von 1847 erlitt Honau durch die Gefechte zwischen den Truppen des Sonderbunds und der eidgenössischen Soldaten beträchtlichen Schaden.
Im September 2022 haben die Gemeinden Root und Honau Abklärungen über einen möglichen Zusammenschluss lanciert. Die Volksabstimmung über die Fusionierung fand am 3. März 2024 statt und wurde von beiden Gemeinden angenommen. In Honau lag der Ja-Anteil bei 75,5 % und in Root bei 83,7 %. Somit wurde Honau per 1. Januar 2025 zu einem Ortsteil der Gemeinde Root.

## Schulen
1747 erhielt Honau ein Schulhaus. Im Schuljahr 2015/2016 gehörten 24 Schüler aus Honau zur Gesamtschule Gisikon-Honau, während 7 Sekundarschüler in Root zur Schule gingen. Delegierte von Honau in der Bildungskommission Gisikon-Honau sind Alexa Eicher und Beatrice Barnikol.

### Lernende mit Schulort Honau
| Schuljahr (2022/2023) | Kindergarten | Primarschule | Sekundarstufe, alle Niveaus | Gesamthaft |
| --------------------- | ------------ | ------------ | --------------------------- | ---------- |
| Abteilungen           | 0            | 0            | 0                           | 0          |
| Lernende              | 0            | 0            | 0                           | 0          |

aus der Gemeinde und Nachbargemeinden; Quelle LUSTAT

### Lernende mit Wohnort Honau
| Schuljahr (2022/2023) | Kindergarten | Basisstufe | Primarschule | Gymnasium | Sekundarstufe, Niveau A/B | Sekundarstufe, Niveau C/D | Sonderschulung | Gesamthaft |
| --------------------- | ------------ | ---------- | ------------ | --------- | ------------------------- | ------------------------- | -------------- | ---------- |
| Lernende              | 4            | 14         | 16           | 1         | 11                        | 0                         | 1              | 47         |

in der Gemeinde wohnhaft; Quelle LUSTAT

## Sehenswürdigkeiten
Die 1647 erbaute St.-Eligius-Kapelle besitzt Spätrenaissance-Altäre aus der Werkstatt von N. Geissler. Eine weitere Sehenswürdigkeit ist der Gasthof Zum Hirschen.

## Persönlichkeiten
- Josef Roos (1851–1909), Lehrer, Angestellter und Mundartautor